# Angry Birds Action!
Angry Birds Action! este un joc video dezvoltat de Tag Games și publicat de Rovio Entertainment ca al treisprezecelea joc din seria Angry Birds.

## Episoade
| # | Locație      | Data lansării                                                   | Funcții noi               | Număr de niveluri | Număr de niveluri cu TNT |
| - | ------------ | --------------------------------------------------------------- | ------------------------- | ----------------- | ------------------------ |
| 1 | Bird Island  | 28 aprilie 2016                                                 | Red, Bomb, Chuck, Terence | 90                | 15                       |
| 2 | Piggy Island | 13 (Finlanda)/20 (SUA) mai 2016 (Alături de Filmul Angry Birds) | Va fi anunțat             | 90                | 15                       |